# Tesagrotis amia
Tesagrotis amia là một loài bướm đêm trong họ Noctuidae.